# Dance Craze (album)
DANCE CRAZY - The Best Of British Ska...Live! – album koncertowy, będący ścieżką dźwiękową filmu dokumentalnego o tym samym tytule. Jest to zapis trasy koncertowej zorganizowanej przez 2 Tone Records w 1980 roku. Na albumie znalazły się utwory The Specials, Madness, The Selecter, The Beat, Bad Manners oraz The Bodysnatchers. Ukazał się na rynku 15 lutego 1981 roku. 
Są dwie wersje albumu - winylowa oraz CD wydana w 1990 roku w USA. Na wersji CD nie ma piosenek Madness, w ich miejsce zamieszczono utwory "Skinhead Symphony", "Guns Of Navarone", "Too Much Too Young" The Specials oraz "Carry Go Bring Come" The Selecter.

## Spis utworów

### wersja winylowa
Str. A
1. "Concrete Jungle" 3:07 – The Specials
2. "Mirror In The Bathroom"  3:15– The Beat
3. "Lip Up Fatty" 2:44 – Bad Manners
4. "Razor Blade Alley" 2:35 – Madness
5. "Three Minute Hero" 2:47 – The Selecter
6. "Easy Life" 2:51 – The Bodysnatchers
7. "Big Shot" 2:41 – The Beat
8. "One Step Beyond" 2:53 – Madness

Str. B
1. "Ranking Full Stop" 2:48 – The Beat
2. "Man At C&A" 2:53 – The Specials
3. "Missing Words" 3:17 – The Selecter
4. "Inner London Violence"  3:24– Bad Manners
5. "Night Boat To Cairo" 3:12 – Madness
6. "Too Much Pressure"  	2:45 – The Selecter
7. "Nite Klub"  	5:15 – The Specials

### wersja CD (US)
1. "Concrete Jungle" - The Specials
2. "Mirrior In The Bathroom" - The Beat
3. "Lip Up Fatty - Bad Manners
4. "Too Much Too Young" - The Specials
5. "Three Minute Hero - The Selecter
6. "Easy Life" - The Bodysnatchers
7. "Big Shot" - The Beat
8. "Man At C&A" - The Specials
9. "Missing Words" - The Selecter
10. "Ranking Full Stop" - The Beat
11. "Carry Go Bring Come" - The Selecter
12. "Inner London Violence" - Bad Manners
13. "Guns Of Navarone" - The Specials
14. "Too Much Pressure" - The Selecter
15. "Nite Club" - The Specials
16. "Skinhead Symphony" - The Specials